# Douze douzains de dialogues ou Petites scènes amoureuses
Douze douzains de dialogues ou petites scènes amoureuses est une suite de 90 petits textes érotiques sur les 144 prévus (d'où le titre Douze douzains) écrits par Pierre Louÿs entre 1894 et 1899, et publiés pour la première fois après la mort de l'écrivain en 1927 par le libraire Robert Télin.
La forme de ces douzains serait inspirée du Dialogue des courtisanes de Lucien de Samosate, texte pour lequel Pierre Louÿs avait une grande admiration.